# Benoît Peschier
Benoît Peschier (Guilherand-Granges, Ardèche, 21 de maio de 1980) é um canoísta de slalom francês na modalidade de canoagem. É irmão do também canoísta Nicolas Peschier.
Foi vencedor da medalha de Ouro em Slalom K-1 em Atenas 2004.